# Pulligny
Pulligny é uma comuna francesa na região administrativa de Grande Leste, no departamento de Meurthe-et-Moselle. Estende-se por uma área de 9,3 km². Em 2010 a comuna tinha 1 175 habitantes (densidade: 126,3 hab./km²).